# Купсарт
Купса́рт (фр. Coupesarte) — коммуна во Франции, находится в регионе Нижняя Нормандия. Департамент коммуны — Кальвадос. Входит в состав кантона Мезидон-Канон. Округ коммуны — Лизьё.
Код INSEE коммуны — 14189.

## Население
Население коммуны на 2010 год составляло 37 человек.
| 1962 | 1968 | 1975 | 1982 | 1990 | 1999 | 2010 |
| ---- | ---- | ---- | ---- | ---- | ---- | ---- |
| 72   | 71   | 55   | 48   | 51   | 49   | 37   |

## Экономика
В 2010 году среди 21 человека трудоспособного возраста (15—64 лет) 18 были экономически активными, 3 — неактивными (показатель активности — 85,7 %, в 1999 году было 71,4 %). Из 18 активных жителей работали 18 человек (12 мужчин и 6 женщин), безработных не было. Среди 3 неактивных 1 человек был учеником или студентом, 2 — пенсионерами, 0 были неактивными по другим причинам.